# Уильямс, Тамика
Тамика Мария Уильямс (англ. Tamika Maria Williams; по мужу Реймонд (англ. Raymond); затем Джетер (англ. Jeter); род. 12 апреля 1980 года в Дейтоне, Огайо) — американская профессиональная баскетболистка, выступала в женской национальной баскетбольной ассоциации. Она была выбрана на драфте ВНБА 2002 года в первом раунде под общим шестым номером клубом «Миннесота Линкс». Играла на позиции тяжёлого форварда. После окончания университета вошла в тренерский штаб команды NCAA «Огайо Стэйт Баккайс», а в межсезонье играла в женской НБА. В настоящее время является ассистентом главного тренера студенческой команды «Пенн Стэйт Леди Лайонс».

## Ранние годы
Тамика Уильямс родилась 12 апреля 1980 года в городе Дейтон (штат Огайо), училась же она там же в средней школе Шаминад-Джулиенн, в которой выступала за местную баскетбольную команду.